# Cantigas do Maio (EP de José Afonso)
Cantigas do Maio é um EP de José Afonso, editado a partir do LP Cantigas do Maio, lançado em 1971.
Quinto longa-duração da sua carreira, Cantigas de Maio é unanimemente considerado como o grande álbum de José Afonso. Registado em França com direção musical e arranjos de José Mário Branco, nele se incluem algumas das suas mais felizes explorações da tradição musical portuguesa. O álbum tornou-se também mítico por nele estar incluída uma das senhas de Abril "Grândola, Vila Morena", a par de clássicos como "Mulher da Erva", "Coro da Primavera", "Milho Verde" ou "Senhor Arcanjo".

## Faixas
Todas as músicas compostas por José Afonso.
| N.º | Título                 | Letras                      | Duração |  |
| 1.  | "Cantigas do Maio"     | José Afonso                 |         |  |
| 2.  | "Ronda das Mafarricas" | José Afonso/António Quadros |         |  |
| 3.  | "Mulher da Erva"       | José Afonso                 |         |  |